# 루퍼스빌역
루퍼스빌역(독일어: Bahnhof Rupperswil)은 스위스 아르가우주의 루퍼스빌 시정촌에 있는 기차역이다. 바덴-아라우선 및 하이터스베르크선과 루퍼스빌-이멘제선의 북쪽 종점에 있는 중간 정류장이다.

## 운행편
다음 서비스는 루퍼스빌에서 정차한다.
- 아르가우 S-반 :
  - S23: 랑엔탈과 바덴 사이의 매시간 운행.
  - S29: 아라우와 투르기 사이에 30분 간격 운행, 다른 모든 열차가 아라우에서 주르제까지 계속 운행.